# Test Drive Off-Road
Test Drive Off-Road (с англ. — «Тест-драйв: Бездорожье») — видеоигра в жанре аркадных автогонок, разработанная студией Elite Systems и изданная компанией Accolade для игровой приставки PlayStation и персональных компьютеров под управлением DOS и Windows 95 в 1997 году. Это первое ответвление серии Test Drive из цикла Off-Road.
В 1998 году вышел сиквел — Test Drive Off-Road 2.

## Игровой процесс
Test Drive Off-Road представляет собой аркадную гоночную игру, выполненный в трёхмерной графике.
Отличительной чертой игры от предыдущих частей серии являются гонки по бездорожью. Игроку доступны различные трассы и джипы от известных производителей, таких как Hummer, Land Rover и других. В игре присутствует режим практики, в котором можно самому выбрать трассу, джип и условия гонки для тренировки. Помимо этого есть два турнира и многопользовательский режим до двух игроков с технологией разделённого экрана, а также по сети до четырёх игроков в версии для компьютеров.

## Разработка и выход игры
За создание Test Drive Off-Road была ответственна студия Elite Systems. Игра стала четвёртой по счёту частью серии Test Drive и первой в цикле Off-Road, в котором впоследствии вышли три продолжения.
По словам команды, разработка Test Drive Off-Road началась после выхода игры Dirt Racer в 1995 году на приставке SNES, из которой создатели черпали идеи. Новая часть серии Test Drive сохраняла особенности предыдущих игр франшизы: гонки на лицензированных автомобилях от известных мировых производителей. Тем не менее, Test Drive Off-Road отличается от предыдущих частей тематикой гонок по бездорожью на джипах. По словам разработчиков, они хотели сделать графику, звук и управление автомобилями более приближёнными к реальности, чем в предыдущих играх, тем самым успешно возродив серию и порадовав игроков новыми возможностями.
Музыкальное сопровождение для Test Drive Off-Road создано Gravity Kills, Стивом Эвериттом и Манро Мюрреем. Треки выполнены в жанрах индастриал и электроника.
Выход Test Drive Off-Road состоялся 28 февраля 1997 года в Северной Америке, 1 июля в Европе и 31 июля в Японии. На территории последней игра была издана под названием Gekitotsu! Yonku Battle.

## Оценки и мнения
| Сводный рейтинг    | Сводный рейтинг | Сводный рейтинг |
| Издание            | Оценка          | Оценка          |
| Издание            | PC              | PS              |
| ------------------ | --------------- | --------------- |
| GameRankings       | 60,50 %         | 61,67 %         |
| MobyRank           | 67/100          | 65/100          |
| Иноязычные издания |                 |                 |
| Издание            | Оценка          | Оценка          |
| Издание            | PC              | PS              |
| AllGame            | [ 5 ]           | [ 6 ]           |
| CGW                | [ 7 ]           |                 |
| EGM                |                 | 7,5/10          |
| GamePro            |                 | [ 8 ]           |
| GameSpot           | 6,3/10          | 6/10            |

Test Drive Off-Road была в целом сдержанно оценена критиками. На сайте GameRankings версия для PlayStation имеет средний балл 61,67 %, а для ПК 60,50 %.